# Apocephalus amplexus
Apocephalus amplexus är en tvåvingeart som beskrevs av Brown 2002. Apocephalus amplexus ingår i släktet Apocephalus och familjen puckelflugor. Inga underarter finns listade i Catalogue of Life.